# 東誠三
東 誠三（あずま せいぞう、1962年8月22日- ）は、日本のピアニスト。東京芸術大学音楽学部器楽科教授、東京音楽大学客員教授、名古屋音楽学校講師、才能教育研究会会長。日本ショパン協会理事。

## 略歴
1962年生まれ。スズキメソードでピアノを始め、東京音楽大学付属高等学校から東京音楽大学に進み、井口愛子、中島和彦、野島稔、片岡ハルコの各氏に師事。1983年、第52回日本音楽コンクール第1位。 東京音楽大学卒業と同時に、フランス政府給費留学生としてパリ国立高等音楽院に留学。 ジャン=クロード・ペンティエ、ジャック・ルヴィエの各氏に師事。日本国際、モントリオール（カナダ）、カサドシュ（アメリカ）など、数多くの国際コンクールに入賞し、演奏活動に入る。
日本国内外でリサイタルやオーケストラとの共演を行い、NHK交響楽団（N響）、読売日本交響楽団（読響）、日本フィルハーモニー交響楽団（日フィル）などの主要オーケストラでソリストを務める。室内楽にも意欲的に取り組み、「ボアヴェール・トリオ」（三浦章広（ヴァイオリン）、藤森亮一（チェロ））として活動するほか、多くの著名なソリストとのコラボレーションを行う。2008年から2012年にかけて、福島県三春交流館「まほら」にてベートーヴェン ピアノ・ソナタ全曲演奏会（全8回）を開催し、そのライブ録音CD（全9集）が製作された。
東京音楽大学非常勤講師として後進の指導を始め、2005年4月 東京芸術大学音楽学部, 助教授、2016年4月 教授 就任。 2007年 国際スズキ・メソード音楽院教授、2018年スズキ・メソード特別講師及び特別講師長、2024年9月公益社団法人 才能教育研究会 会長 就任。また、日本音楽コンクールをはじめとする各種コンクールの審査員を務め、2012年にはジュネーヴ国際音楽コンクール・ピアノ部門の審査員を担当。

## 主要受賞歴
- 1983年 第52回日本音楽コンクール ピアノ部門 第1位（ 日本）[6]
- 1986年 第3回日本国際音楽コンクール第6位（ 日本）
- 1987年 エットーレ・ポッツォーリ国際ピアノコンクール 第1位 （ イタリア）
- 1988年 モントリオール国際音楽コンクール入賞（ カナダ）
- 1990年 第7回ヴィオッティ・ヴァルセージア国際コンクール ピアノ部門 第1位 （ イタリア）
- 1993年 ロベール・カサドシュ国際ピアノコンクール 第3位（ アメリカ）
- 1998年 第24回日本ショパン協会賞 受賞（ 日本）

## ディスコグラフィー
| リリース日     | タイトル                                                 | 奏者                           | レーベル                | 規格品番       | 規格     |
| -------------- | -------------------------------------------------------- | ------------------------------ | ----------------------- | -------------- | -------- |
| 1992年10月25日 | カルメン・ファンタジー～加藤元章ライヴ・イン東京         | 加藤元章、東誠三               | ナミ・レコード          | WWCC-7218      | 12cmCD   |
| 1993年7月1日   | Suzuki Piano School- International Edition- Volume 1     | Seizo Azuma                    | Alfred Music            | 978-0739051658 | 12cmCD   |
| 1994年8月5日   | 「悲愴」&「告別」～ベートーヴェン～                      | 東誠三                         | セイコーエプソン#音楽CD | TYMK-005       | 12cmCD   |
| 1995年10月1日  | Suzuki Piano School- International Edition- Volume 3     | Seizo Azuma                    | Alfred Music            | 978-0739054482 | 12cmCD   |
| 1996年6月21日  | アプリシエーション                                       | 山形由美、東誠三               | ソニー・ミュージック    | SRCR-1655      | 12cmCD   |
| 1999年1月30日  | ラ・カンパネッラ～リスト名曲集                           | 東誠三                         | セイコーエプソン#音楽CD | TYMK-013       | 12cmCD   |
| 1999年7月1日   | Suzuki Cello School- Volume 5 Revised                    | Tsuyoshi Tsutsumi, Seizo Azuma | Alfred Music            | 978-0874879421 | 12cmCD   |
| 2002年1月21日  | チェロとピアノが奏でる１２の小品                         | 林峰男、東誠三                 | セイコーエプソン#音楽CD | TYMK-017       | 12cmCD   |
| 2008年1月23日  | 前橋汀子 ベスト・コレクション                            | 前橋汀子、東誠三、前橋由子     | ソニー・ミュージック    | SICC-10070     | 12cmCD   |
| 2008年5月1日   | Suzuki Piano School- International Edition- Volume 3     | Seizo Azuma                    | Alfred Music            | 978-0739051689 | 12cmCD   |
| 2010年3月10日  | ベートーヴェン:ピアノ・ソナタ第1集                       | 東誠三                         | セイコーエプソン#音楽CD | TYMK-2301      | 12cmCD   |
| 2010年6月21日  | Suzuki Piano School- New International Edition- Volume 5 | Seizo Azuma                    | Alfred Music            | 978-0739059937 | 12cmCD   |
| 2010年6月21日  | Suzuki Piano School- New International Edition- Volume 6 | Seizo Azuma                    | Alfred Music            | 978-0739059975 | 12cmCD   |
| 2010年7月1日   | Suzuki Piano School- New International Edition- Volume 7 | Seizo Azuma                    | Alfred Music            | 978-0739059999 | 12cmCD   |
| 2010年10月20日 | ベートーヴェン:ピアノ・ソナタ第2集                       | 東誠三                         | セイコーエプソン#音楽CD | TYMK-2302      | 12cmCD   |
| 2010年10月20日 | ベートーヴェン:ピアノ・ソナタ第3集                       | 東誠三                         | セイコーエプソン#音楽CD | TYMK-2303      | 12cmCD   |
| 2011年9月3日   | ピアノのためのイメージ曲集「スケッチブック」             | 東誠三                         | NAR                     | NARC-2077      | 12cmCD   |
| 2011年11月25日 | ベートーヴェン:ピアノ・ソナタ第4集                       | 東誠三                         | セイコーエプソン#音楽CD | TYMK-2304      | 12cmCD   |
| 2012年4月20日  | ベートーヴェン:ピアノ・ソナタ第5集                       | 東誠三                         | セイコーエプソン#音楽CD | TYMK-2305      | 12cmCD   |
| 2012年6月20日  | 先生が選んだピアノ名曲110選～1(初級)                     | 東誠三、有森博、伊藤恵         | フォンテック            | EFCD-4181～2   | 12cmCDx2 |
| 2012年6月20日  | 先生が選んだピアノ名曲110選～2(初～中級)                 | 東誠三、有森博、伊藤恵         | フォンテック            | EFCD-4183～4   | 12cmCDx2 |
| 2012年6月20日  | 先生が選んだピアノ名曲110選～3(中～上級)                 | 東誠三、有森博、伊藤恵         | フォンテック            | EFCD-4185～6   | 12cmCDx2 |
| 2012年9月25日  | ベートーヴェン:ピアノ・ソナタ第6集                       | 東誠三                         | セイコーエプソン#音楽CD | TYMK-2306      | 12cmCD   |
| 2013年3月30日  | ベートーヴェン:ピアノ・ソナタ第7集                       | 東誠三                         | セイコーエプソン#音楽CD | TYMK-2307      | 12cmCD   |
| 2013年3月30日  | ベートーヴェン:ピアノ・ソナタ第8集                       | 東誠三                         | セイコーエプソン#音楽CD | TYMK-2308      | 12cmCD   |
| 2013年8月30日  | ベートーヴェン:ピアノ・ソナタ第9集                       | 東誠三                         | セイコーエプソン#音楽CD | TYMK-2309      | 12cmCD   |
| 2013年8月30日  | ベートーヴェン:ピアノ・ソナタ全集 9CD                    | 東誠三                         | セイコーエプソン#音楽CD | TYMK-2310      | 12cmCD   |
| 2015年7月1日   | Suzuki Cello School- Volume 6 Revised                    | Tsuyoshi Tsutsumi, Seizo Azuma | Alfred Music            | 978-1470630294 | 12cmCD   |
| 2020年11月28日 | ベートーヴェン:ヴァイオリン・ソナタ集1「クロイツェル」   | 三浦章宏、東誠三               | AKIHIRO MIURA           | AMCD-0001      | 12cmCD   |
| 2021年10月21日 | ガブリエル・フォーレ讃                                   | 東誠三、藤原亜美               | SONARE RECORDS          | SONARE-1054    | 12cmCD   |